# バレンシア市街地コース
座標: 北緯39度27分32秒 西経0度19分54秒 / 北緯39.45889度 西経0.33167度
バレンシア・ストリート・サーキット（Valencia Street Circuit, 西: Circuito Urbano de Valencia, バレンシア市街地コース）は、スペイン・バレンシアの公道コース。2008年のF1ヨーロッパグランプリで初めて使用された。

## 解説
フェルナンド・アロンソの活躍によりスペイン国内でF1人気が盛り上がる中、バレンシア市の誘致により、2008年からF1ヨーロッパGPを開催した。カタロニア・サーキットで行われているスペイングランプリは2016年までの開催契約を結んでいるため、当初2014年まではスペインで1国2グランプリ開催とされていた。しかし2012年にスペイン経済危機が表面化し、2013年よりヨーロッパグランプリがカレンダーから外れた。今後のスペイングランプリは、カタロニアとの隔年相互開催地となることが一時報道されたが、2013年現在、カタロニア（バルセロナ）側の反対により不透明な状況となっている。
2007年の第32回アメリカスカップの開催地となったフアン・カルロス1世・マリーナを周回する形で、仮設コースを設営している。この一帯は歴史ある貨物積み出し港で、巨大なクレーンや倉庫群が立ち並んでおり、ピット施設も倉庫の一部を利用している。
コースデザイナーはヘルマン・ティルケ。当初は全長4.1〜4.3kmのコースが予定されていたが、最終発表で図のレイアウトに訂正された。全長は5.419km、F1開催サーキットの中では最多の25のコーナーを持つ。ヨーロッパGPは57周（308.883km）で行われる。
自転車競技のブエルタ・ア・エスパーニャ2009にて、このコースの一部が第7ステージ・個人タイムトライアルの舞台として使用された。
2013年には、サーキットは管理がほぼ行われなくなり、施設の電気ケーブル類など多数が盗難に遭い荒廃状態であることが報道される。当面、国際格式のレースの誘致は困難になっている。

## コースレイアウト
ホームストレートから1コーナーの先へ右に緩くカーブして行き、2・3コーナーのシケインではスタート直後に順位争いが行われる。4・5コーナーから加速し、低速の8コーナーを過ぎると、港の出入り口の可動橋の上を渡る。
10コーナーの先は長い全開区間となり、12〜14コーナーを挟んで、17コーナーのヘアピンまで再び加速する。17コーナー以降の連続コーナー区間も直線的なライン取りで通過する。24コーナーで減速し、鋭角の最終25コーナーを回りこむとホームストレートに戻る。
市街地コースながらアベレージスピードは高く、コース幅やセーフティゾーンの広さは常設サーキットに近い。しかし、明確なオーバーテイクポイントがなく、レース自体は単調な展開になりがちである。その批判を受けて、コースレイアウトの変更も取り沙汰されている。

## 現在のコースの状態
2012年にF1ヨーロッパGPが行われたあと、コースの管理が行われないため電気類の設備などが盗まれるなどしたため、レースも行われず縁石なども剥がれウォール等は落書きされたり撤去されたりしている。今でもヨーロッパGPが行われた時の広告などがまだ残っている所がある。元ホームストレートの部分や、可動橋の部分は近隣住民が車を止めたりして使用している。